# 朱秀昌
朱秀昌（1917年—1993年），男，祖籍福建晋江，生于贵州贵阳，中国高分子化学家，曾任中国科学院化学研究所研究员。